# 本初
本初（ほんしょ）は後漢の質帝（劉纘）の治世に行われた元号。146年。

## 出来事
- 元年閏6月：梁冀により質帝が毒殺される。15歳の桓帝劉志が即位。依然として太后の梁妠が朝に臨む。

## 西暦・干支との対照表
| 本初 | 元年  |
| 西暦 | 146年 |
| 干支 | 丙戌  |